# カップリング・ベスト II
『カップリング・ベスト II』は、日本のバンド、ムックのベスト・アルバム。2017年3月29日発売。発売元はソニー・ミュージックアソシエイテッドレコーズ。
『BEST OF MUCC II』との同日発売。『BEST OF MUCC II』『REMIX OF MUCC』とセットになった『BEST OF MUCC II & カップリング・ベスト II』も同日発売予定である。

## 概要
シングル「フリージア」から「故に、摩天楼」までのカップリング楽曲を収録している。

## 収録曲
1. 終止符
21stシングル「フリージア」の完全生産限定盤に収録。
2. 楽園
21stシングル「フリージア」の通常盤に収録。
3. 瓦礫の鳥
23rdシングル「約束」の初回生産限定盤に収録。
4. イソラ
23rdシングル「約束」の通常盤に収録。
5. 月の夜
24thシングル「フォーリングダウン」の初回限定盤に収録。
6. 蛍
24thシングル「フォーリングダウン」の通常盤に収録。
7. NAME
26thシングル「アルカディア featuring DAISHI DANCE」に収録。
8. FUZZ -Thunder Groove Ver.-
26thシングル「アルカディア featuring DAISHI DANCE」に収録。
9. バルス
27thシングル「ニルヴァーナ」の初回生産限定盤に収録。
10. ネガティブダンサー
28thシングル「MOTHER」の初回生産限定盤に収録。
11. あすなろの空
28thシングル「MOTHER」の通常盤に収録。
12. テリトリー
29thシングル「HALO」の初回生産限定盤に収録。
13. Monroe
29thシングル「HALO」の通常盤に収録。
14. 自演奴
30thシングル「World's End」の初回生産限定盤に収録。
15. WateR
30thシングル「World's End」の通常盤に収録。
16. モノポリー
31stシングル「ENDER ENDER」の初回生産限定盤に収録。
17. Conquest
32ndシングル「故に、摩天楼」の通常盤に収録。

### BEST OF MUCC II & カップリング・ベスト II
DISC-1『BEST OF MUCC II』DISC-1と同様

DISC-2『BEST OF MUCC II』DISC-2と同様

DISC-3『カップリング・ベスト II』と同様

DISC-4『REMIX OF MUCC』
1. ファズ -electro cruisin' mix-
18thシングル「ファズ」に収録。
2. フリージア -Electro Mix 2017-
23rdシングル「約束」の初回生産限定盤収録曲の新しいバージョン。
3. 約束 -Warehouse Flavoured Mix-
24thシングル「フォーリングダウン」の初回限定盤に収録。
4. 最終列車 -Warehouse Flavored Ver.-
27thシングル「ニルヴァーナ」の初回生産限定盤に収録。
5. ニルヴァーナ -Moonbug Remix-
27thシングル「ニルヴァーナ」の通常盤、期間生産限定盤に収録。
6. 狂乱狂唱 RMX for 不安の種
29thシングル「HALO」の初回生産限定盤に収録。
7. MOTHER -RYUKYUDISKO REMIX-
29thシングル「HALO」の通常盤に収録。
8. Mr. Liar -JaQwa Remix-
30thシングル「World's End」の通常盤に収録。
9. HALO -HIGH FLUX Remix-
30thシングル「World's End」の期間限定生産盤に収録。
10. Libra -TeddyLoid Remix-
11. ハイデ -TeddyLoid Remix-
35thシングル「CLASSIC」に収録。